# Tenencia feudal
La tenencia feudal o la tierra honor fue la cesión de tierras que efectuaba el rey o señor a un vasallo para su utilización y/o gobierno, sin implicar que el otorgante perdiera la propiedad o que supusiera derecho hereditario para el receptor. La tenencia estaba a cargo del tenente.

## Tenencia en la península ibérica
Con distintos grados de similitud y diferencia entre instituciones muy diversas en distintos reinos de Europa Occidental (tenure, formas de tenencia feudal en Inglaterra), que no deben identificarse como un sinónimo del feudo, la tenencia es una institución presente en el feudalismo en la península ibérica, con matices diferenciables entre la Corona de Castilla (donde solo de forma rarísima y tardía se dieron algunos feudos hereditarios), el reino de Portugal (tenência, tença), el reino de Pamplona, luego de Navarra, (donde tenía un carácter de distrito administrativo previo a la creación de las merindades a mediados del siglo XIII) o la Corona de Aragón (tinença, honor regalis), donde el feudalismo catalán fue más similar al francés.
Según Claudio Sánchez Albornoz, la tenencia beneficial de tierras se remonta al reino visigodo, pero el término «tenencia» apareció en los reinos de Castilla y de León a fines del siglo xi, cuando con la feudalización se concedieron a ciertos vasallos del rey atribuciones públicas, administrativas y judiciales. La tenencia se denominó la honor en los reinos de Navarra y en Aragón, donde aparecieron con anterioridad al resto de la península ibérica. Las tenencias se concedían a grupos privilegiados de la nobleza y el clero, y a partir del siglo xii contribuyó a la feudalización al dotarse de funciones de gobierno, jurisdicción y administración de la recaudación para el rey. Las honores vitalicias concedidas por los reyes en los siglos xi y xii, a la muerte del tenente, podían ser adjudicadas de nuevo por el rey a cualquier noble, habitualmente a familiares del concesionario, pero muy pocas veces se otorgaba a los hijos de este.
Inicialmente la tenencia no fue hereditaria, pero en ocasiones el tenente la poseía como cosa propia y transmisible, en cuyo caso se denominó «heredad». Las honores hereditarias aparecen en Aragón a comienzos del siglo xii cuando la gran extensión de tierras reconquistadas al islam por Alfonso I el Batallador facilitó que los caballeros de frontera lograran señoríos en la Extremadura soriana y turolense y consolidaran su transmisión a sus hijos; en Castilla solo se generalizaron las tenencias hereditarias en el siglo xiii, a pesar de la resistencia de Alfonso VIII a conceder heredades en tierras de Extremadura, en un momento también de extensas conquistas, como señala José Ángel García de Cortázar.
En el verso 887 del Cantar de mio Cid (compuesto hacia 1200), aparece la expresión «honores y tierras», donde el término «honores» alude a la tenencia como una concesión de tierras del rey que puede ser temporal o vitalicia, pero no hereditaria, mientras que las «tierras» se referiría a las posesiones patrimoniales, al patrimonio en bienes inmuebles que puede ser heredado por los descendientes. En el siglo xii el término «tierra» fue sustituido en Castilla por el de «honor», que provenía del derecho navarroaragonés, y designó a partir de ese siglo una tenencia regida por un «conde» o «potestad» con atribuciones políticas, administrativas, judiciales y recaudatorias de impuestos.

### En el reino de Navarra
Para el historiador Juan José Martinena Ruiz, y focalizando en lo propio del reino de Navarra, las tenencias tenían una plaza fortificada como sede donde residía el tenente «nombrado por el rey para gobernar, administrar y defender la comarca asignada a su cuidado.» Eran cargos temporales en la línea de delegación de la autoriad real para esa demarcación, «pero para evitar la implantación del régimen feudal, el monarca los mantenía en su puesto por un tiempo limitado, pasado el cual cambiaban de destino.» En este aspecto continua con lo indicado en la consuetudo Hispaniae donde «el señor no poseía el dominio en propiedad de su distrito, sino que lo ejercía en nombre del rey y mientras durase la voluntad de éste.» Claro que, como afirma este historiador, el tenente, «como buen caballero, le debía lealtad —fidelitas— estando obligado a servirle como fiel vasallo, en paz y en guerra, en virtud del pleito homenaje y juramento prestado al confiarle la tenencia.»

## Tenencia en elMéxicoactual
Un heredero jurídico territorial de las Tenencias feudales es la división submunicipal en el Estado de Michoacán de Ocampo. 
Las Tenencias constituyen en esa entidad federativa, la unidad administrativa inferior al Municipio y que bajo ciertas condiciones pueden convertirse en Municipios de pleno derecho.
La cabecera tenencial es denominada Jefatura de Tenencia y a su representante se le conoce como Jefe de Tenencia, elegido por un período de tres años bajo lo establecido en los artículos 2°, 35, fracción II y 115, Bases I y II, de la Constitución Política de los Estados Unidos Mexicanos; 124, de la Constitución Política del Estado Libre y Soberano de Michoacán de Ocampo; 5°, 61 a 63, de la Ley Orgánica Municipal de esa entidad federativa y 3, de la Ley Orgánica de División Territorial de Michoacán.             
El Municipio de Morelia, donde se encuentra la ciudad capital del Estado, está dividido en catorce tenencias, que en orden alfabético son Atapaneo, Atécuaro, Capula, Chiquimitío, Cuto de la Esperanza, Jesús del Monte, Morelos, Santa María de Guido, San Miguel del Monte, San Nicolás Obispo, Santiago Undameo, Tacícuaro, Teremendo de los Reyes y Tiripetío. 
Existe una figura territorial aún inferior a la Tenencia denominada Encargatura del Orden, misma que puede convertirse en ésta tal como lo establece la Ley Orgánica de División Territorial del Estado de Michoacán.